# Mark Owen
Mark Anthony Patrick Owen (1972. január 27. –) angol énekes/dalszövegíró, a '90-es évek sikeres fiúbandájának, a Take That-nek a tagja. Gyerekkorában labdarúgó jövőről álmodott. Próbálkozott a Manchester United, a Huddersfield Town, majd a Rochdale focicsapatnál is, de egy sérülés miatt fel kellett adnia vágyait. Rengetegszer utánozta kedvenc énekesét, aki egyben példaképe is volt, Elvis-t. Házuk erkélyén állva táncolt és énekelte a király számait, így szórakoztatva a szomszédokat és a járókelőket.

## Korai évei
Oldhamben, Lancashireban született. Szüleivel (Mary és Keith) és két testvérével (Daniel és Tracy). Édesapja szobafestő volt, majd egy rendőrségi hivatalban kapott állást. Édesanyja vezető volt egy pékségben, Oldhamben. Iskolái voltak a "St.Rosary Általános Iskola" és a St.Augustine's Catholic School. Nem mutatott rajongást a zenéért, a futballt jobban szerette. Első munkahelye egy ruhabolt volt Oldhamben. Innen a Barclays Bankba ment és ebben a 
városban lett tagja a Take Thatnek.

## A Take That-es évek
A Take That "Babe" című dalában vokálozott, mely 1993 karácsonyán jelent meg az 
"Everything Changes" című albumukról.Szintén vokálozott a "The Day After Tomorrow" című számban a "Nobody Else" albumról. Mark nagyon ellenezte Robbie Williams távozását a zenekarból és nagyon zaklatott volt, mikor 1995-ben kilépett.

## A Take That után
A Take That felbomlása után Mark volt az első, aki önálló karrierbe kezdett. Első száma a "Child" volt, amely felkerült a brit slágerlistákra, a második a "Clementine", amely szintén felkerült a slágerlistára. 1997-ben megjelent albuma, a "Green Man", amely az eladási listán 33. volt. A "I Am What I Am" után, melyik 29. lett a listán, szerződést bontott a BMG Records-szal 1997 végén. 2002-ben megnyerte a hírességeknek rendezett "Big Brother" 2. szériáját. Ezután Robbie Williams felkérte egy közös szereplésre Knebworthban. Ez jelentette a visszatérését. Szerződést írt alá az Island/Universal Records-szal. 2003 augusztusában a Top 5. lett a "Four Minute Warning" számával, mely 8 hétig volt a Top 40 között. Második albuma az "In Your Own Time" 2003 novemberében jelent meg és 39. lett az eladási listán. Második száma, az "Alone Without You" 26. lett a listán, és Mark szerződést bontott az "Island/Universal Records"-szal is.

## Diszkográfia

### Szólóban
- 2013 – The Art of Doing Nothing
- 2005 – Believe in the Boogie
- 2004 – Makin' out
- 2003 – Alone Without You
- 2003 – Four Minute Warning
- 1997 – I Am What I Am
- 1997 – Clementine
- 1996 – Child
- Green Man (1996)
- In your own time (2003)
- How the mighty fall (2005)

## Mark mondta
"Úgy gondolom, hogy előző életemben Elvis voltam. Anyukám mindig Elvis-lemezeket játszott, s kék szarvasbőr cipőt adott rám, amikor két hónapos voltam. Ugyanakkor nem szeretnék James Dean lenni."
"A boldogság a legfontosabb számomra. Egy feleség, ház, gyerekek. Nem érdekel a gazdaság vagy a hírnév. Ha már lesz elég pénzem, akkor boldogan abbahagyom, s egy bankban vagy hasonló helyen fogok dolgozni."
"Az én legjobb tulajdonságom az, hogy segítek az anyukámnak a házimunkában."
"Tudom, hogy sok fog még eljönni amikor megnősülök, de mindenképpen vágyok rá. Szeretnék egy kedves feleséget, egy házat és egy kutyát. Ezek lennének az álmaim, az úgynevezett boldogság."
"Kisfiúként sokat fociztam, és egy napon egyszerre két ablakot is sikerült betörnöm."
"Két dolgot gyűlölök: a kellemetlen szájszagot és azt, ha rendet kell raknom a szobámban."
"Nem érzek szorongást, büszke vagyok a munkámra!"
"A boldog magánélet a legnagyobb siker!"
"Ha lány lennék, tuti ráhajtanék Garyre. Neki van közülünk a legtöbb pénze."
"Mindg egyedül és csöndben pisilek."
"Természetbarát arcszeszt használsz? Ugye nem állatokon tesztelték? Nem? Oké, Jay, most büszke lenne rád!"
"Hetente 2 kilót fogyok. Napról napra soványabb leszek…akkor lesz újra étvágyam, ha biztos lesz, h nem bukott meg az albumom."
"Amikor láttam Gary sikereit, azt gondoltam, hogy : Istenem! Ez nekem soha nem fog összejönni! De most, hogy elkészült a saját albumom tudom, h én is képes vagyok megcsinálni!"